# Manfred Brunner
Manfred Brunner (22 maggio 1956) è un ex sciatore alpino austriaco.

## Biografia
Specialista delle prove tecniche originario di Bad Kleinkirchheim, in Coppa del Mondo Brunner ottenne il primo risultato di rilievo il 25 febbraio 1977 sulle nevi di Furano, quando conquistò l'unico podio di carriera classificandosi 2º in slalom gigante alle spalle del connazionale Hansi Hinterseer, e l'ultimo piazzamento il 12 febbraio 1978 arrivando 4º in slalom speciale a Chamonix, nella gara vinta dallo statunitense Phil Mahre. Nella successiva successiva 1978-1979 in Coppa Europa si piazzò al 3º posto nella classifica generale; non prese parte a rassegne olimpiche né ottenne piazzamenti ai Campionati mondiali.

## Palmarès

### Coppa del Mondo
- Miglior piazzamento in classifica generale: 28º nel 1977
- 1 podio (in slalom gigante):
  - 1 secondo posto

### Coppa Europa
- Miglior piazzamento in classifica generale: 3º nel 1979[1]
- 6 podi:
  -  3 vittorie[senza fonte]

#### Coppa Europa - vittorie
| Stagione | Località          | Paese   | Specialità |
| -------- | ----------------- | ------- | ---------- |
| 1978     | Haus              | Austria | SL         |
| 1979     | Villaco           | Austria | GS         |
| 1979     | Puy-Saint-Vincent | Francia | GS         |

Legenda:

GS = slalom gigante

SL = slalom speciale

### Campionati austriaci
- 3 medaglie[1]:
  - 3 argenti (slalom gigante, slalom speciale nel 1977; slalom speciale nel 1978)

### Campionati austriaci juniores
- 1 medaglia[1]:
  - 1 bronzo (slalom gigante nel 1971)